# Bárboles
Bárboles è un comune spagnolo di 315 abitanti situato nella comunità autonoma dell'Aragona.